# Hemicycla sarcostoma
Hemicycla sarcostoma is een slakkensoort uit de familie van de Helicidae. De wetenschappelijke naam van de soort is voor het eerst geldig gepubliceerd in 1833 door Webb & Berthelot. Deze soort is endemisch op de Canarische eilanden Fuerteventura, Lobos, Lanzarote, La Graciosa en Montaña Clara.

Fossiel